# Межиоларо, Фелипе
Фели́пе Межиола́ро А́лвес (порт.-браз. Phelipe Megiolaro Alves); род. 8 февраля 1999, Кампинас) — бразильский футболист, вратарь клуба «Гремио».

## Клубная карьера
Межиоларо — воспитанник клубов «Понте-Прета» и «Гремио». 19 октября 2019 года в матче против «Форталезы» он дебютировал в бразильской Серии A в составе последнего. В том же году Фелипе помог клубу выиграть Лигу Гаушу.
18 августа 2020 года Межиоларо был взят в аренду клубом MLS «Даллас» до конца сезона 2020. В главной лиге США он дебютировал 8 ноября в матче заключительного тура регулярного чемпионата против «Миннесоты Юнайтед». 21 декабря «Даллас» продлил аренду Межиоларо на сезон 2021. По окончании сезона 2021 «Даллас» не стал выкупать Межиоларо. Вратарь вернулся в «Гремио», где был переведён в резервную команду.

## Международная карьера
В 2019 году в составе молодёжной сборной Бразилии Межиоларо принял участие в чемпионате Южной Америки в Чили. На турнире он сыграл в матчах против команд Чили, Боливии, Уругвая, Эквадора, Аргентины, а также дважды Венесуэлы и Колумбии.

## Достижения
Командные
 «Фламенго»
- Чемпион Лиги Гаушо — 2019